# نبرد کنسپسیون
نبرد کنسپسیون (اسپانیایی:Combate de Concepción) نبردی بود که بین نیروهای شیلی و پرو در ۹ ژوئیه و ۱۰ ژوئیه ۱۸۸۲ در جریان مبارزات سیرا در جنگ اقیانوس آرام انجام شد.